# Hydroporus erzurumensis
Hydroporus erzurumensis är en skalbaggsart som beskrevs av Erman och Hans Fery 2000. Hydroporus erzurumensis ingår i släktet Hydroporus och familjen dykare. Inga underarter finns listade i Catalogue of Life.